# ゴスタウ (デンマーク王子)
ゴスタウ・ア・ダンマーク（デンマーク語: Gustav af Danmark, 1887年3月4日 - 1944年10月5日）は、デンマークの王族。フレゼリク8世王とルイーセ王妃の間の第7子、四男。全名はクリスチャン・フレゼリク・ヴィルヘルム・ヴァルデマー・ゴスタウ（Christian Frederik Vilhelm Valdemar Gustav）。すぐ上の姉テューラ王女と同様に独身を通し、1944年に57歳で死去。